# Lilia Skala
Lilia Skala (Viena, 28 de novembre de 1896 - Nova York, 18 de desembre de 1994) va ser una actriu austroestatunidenca.

## Biografia
Nascuda a Viena, en el període anterior a la Segona Guerra Mundial, va formar part de la companyia teatral de Max Reinhardt. Amb l'arribada del nazisme, va ser obligada a fugir amb el marit, que era d'origen jueu, i els seus dos fills. Després d'una primera temptativa fallida per anar al Regne Unit, el 1939, en l'absoluta pobresa, va aconseguir fugir amb la família als Estats Units.
El 1952, va començar la seva carrera en la televisió i va actuar a Broadway al costat d'Ethel Merman, en el musical Call Me Madam d'Irving Berlin, en el paper de la gran duquessa Sophie, personatge que va interpretar també en la versió cinematogràfica de l'obra, Call me, madam, rodada el 1953.
Va rebre una nominació a l'Oscar a la millor actriu secundària per la seva interpretació de la mare superiora Maria en Els lliris del prat (1963), dirigida per Ralph Nelson i interpretada per Sidney Poitier. Successivament, va aparèixer en El vaixell dels bojos (1965), Charly (1965), Eleanor and Franklin (1976), Roseland (1977), Flashdance (1983) i La casa dels jocs (1987).
Es va morir el 1994, amb 98 anys.

## Filmografia
Filmografia:
- 1931: Purpur und Waschblau: Leonore von Cadour
- 1932: Man braucht kein Geld
- 1933: Madame wünscht keine Kinder
- 1936: Mädchenpensionat: Fräulein Hell
- 1936: Blumen aus Nizza
- 1937: Unentschuldigte Stunde
- 1953: Call Me Madam: gran duquessa Sophie
- 1963: Els lliris dels prats (Lilies of the Field): mare Maria
- 1965: El vaixell dels bojos (Ship of Fools): Frau Hutten
- 1967: Caprice: Madame Piasco
- 1968: Charly: Dra. Anna Straus
- 1976: Deadly Hero: Mrs. Broderick
- 1977: Roseland de James Ivory: Rosa (The Peabody)
- 1979: Heartland: Mrs. Landauer
- 1982: The End of August: Mlle. Reisz
- 1983: Flashdance: Hanna Llarg
- 1983: Testament (Testament): Fania Morse
- 1987: House of Games: Dra. Maria Littauer
- 1990: Men of Respecte: Lucia